# South Australian Museum
South Australian Museum – muzeum historii naturalnej w Adelajdzie znane z bogatej kolekcji kultury aborygeńskiej obejmującej ponad 37 tysięcy przedmiotów i 50 tysięcy zdjęć. 

## Zbiory
Zbiory muzeum obejmują m.in.:
- w zakresie historii naturalnej ekspozycja zbiorów Douglasa Mawsona, australijskiego geologa i badacza Antarktydy;
- Galeria Kultury Aborygeńskiej (ang. Aboriginal Cultures Gallery) obejmuje przedmioty plemienia Ngarrindjeri z dorzecza rzeki Murray[2];
- na parterze umieszczony jest 16-metrowy szkielet wieloryba[3].